# 지평초등학교
지평초등학교는 대한민국 경기도 양평군 지평면 지평리에 있는 공립 초등학교이다.

## 학교 연혁
- 1931년 9월 7일 설립인가
- 1932년 4월 18일 지제공립보통학교 개교
- 1938년 4월 1일 지제공립심상소학교로 개칭[1]
- 1941년 4월 1일 지제공립국민학교로 개칭[2]
- 1993년 2월 28일 망미분교 통폐합(통학버스 운행)
- 1995년 10월 10일 아동급식 시작(비조리 급식 학교)
- 1996년 3월 1일 지제초등학교로 개칭[3]
- 2008년 3월 1일 지평초등학교로 개명
- 2011년 3월 1일 일신분교 통폐합
- 2017년 3월 1일 제28대 홍태화 교장 부임
- 2019년 1월 11일 제84회 졸업식(30명, 누계 6218명)
- 2019년 3월 1일 본교 7학급(특수포함), 유치원 2학급, 돌봄교실 2학급 편성

## 삼층석탑
지평초등학교 내에 있는 양평 지평리 삼층석탑은 부분적으로 소실되어 원형의 모습은 아니나, 1층 탑신에 사방불이 정교하게 새겨져 있는 것이 통일신라시대 석탑의 영향을 받아 고려전기에 제작된 것으로, 현재 탑신에 새겨진 사방불로는 도내에서 유일한 것으로 중요한 문화재이다. 2002년 4월 8일 경기도 유형문화재 제180호로 지정되었다.

## 학교 상징
- 우리 학교 꽃 - 장미 : 아름다운 모습과 진한 향기를 지닌 장미 꽃은 성실하고 아름다운 지평 어린이를 상징한다.
- 우리 학교 나무 - 소나무: 늘 푸르고 당당하게 자라는 향나무는 한결 같이 변함없는 지평 어린이를 상징한다.

## 참고 자료
- 지평초등학교 - 한국교육학술정보원 학교알리미